# مومو (فیلم ۲۰۰۱)
مومو (ایتالیایی: Momo) با نام کامل مومو، غلبه بر زمان (ایتالیایی: Momo alla conquista del tempo) یک پویانمایی فانتزی به کارگردانی انتسو دالو است که در سال ۲۰۰۱ منتشر شد و اقتباسی از رمان فانتزی مومو به قلمِ میشائل انده است. جانا نانینی بابت ساخت موسیقی این کارتون برندهٔ روبان نقره‌ای بهترین موسیقی شد. فیلم‌نامهٔ مومو نیز نامزد دریافت روبان نقره‌ای بهترین فیلم‌نامه بود.

## گزیدهٔ صداپیشگان اصلی
- دیگو آباتانتوئونو
- جانکارلو جانینی
- سرجو روبینی
- نری مارکوره
- ریکاردو روسی
- کلاودیو سورنتینو